# Grand Tournalin
Le Grand Tournalin est une montagne des Alpes pennines, en Vallée d'Aoste.

## Géographie
Le Grand Tournalin se trouve sur la ligne de partage des eaux entre le val d'Ayas et le Valtournenche à (3 379 m) d'altitude.

## Histoire
La première ascension a été accomplie le 8 août 1863 par Edward Whymper et Jean-Antoine Carrel qui cherchaient une voie d'accès au Cervin.

## Ascension

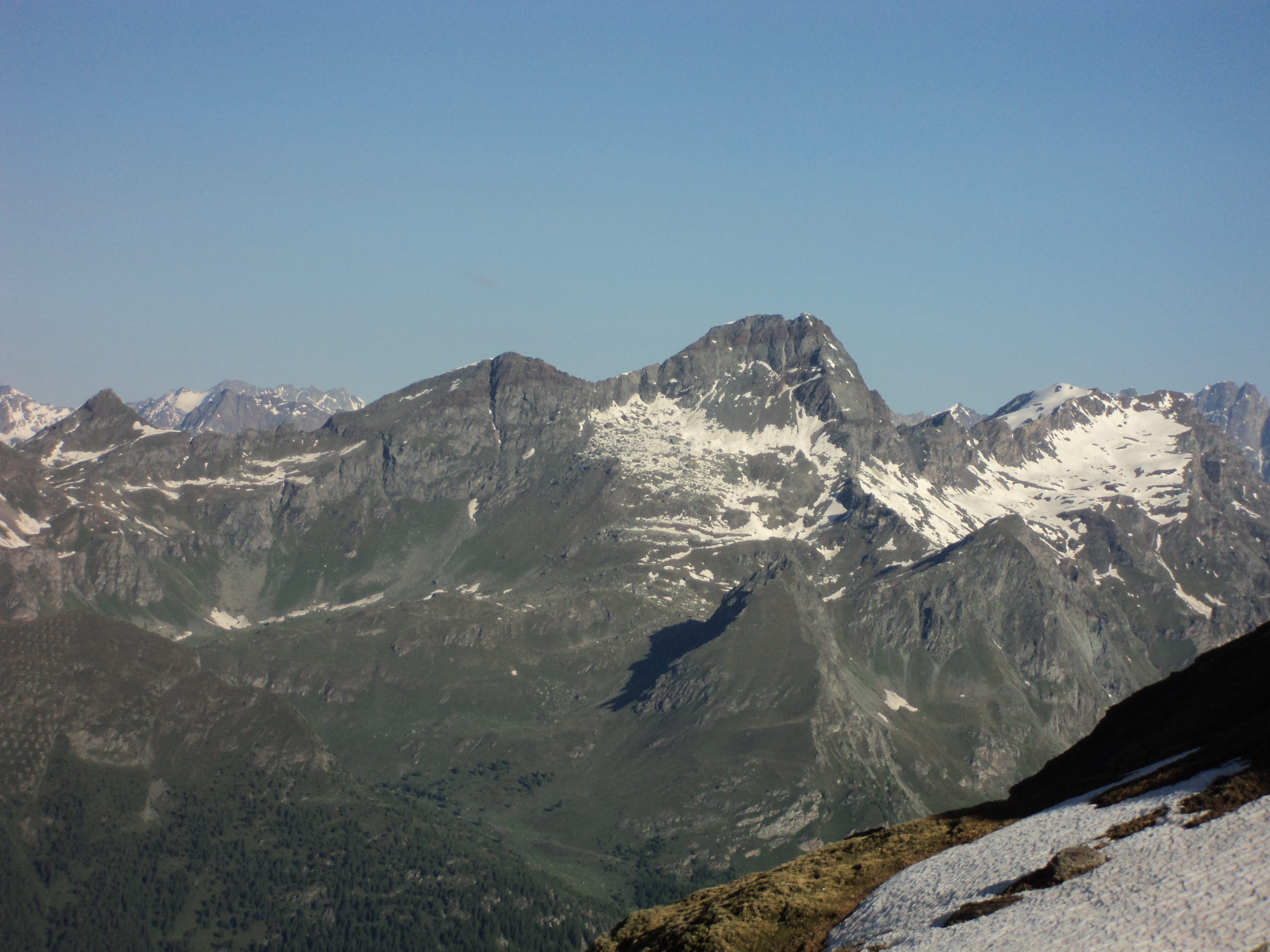
Vue du Grand Tournalin depuis le col Pinter (reliant le val d'Ayas et la vallée du Lys).

Un des parcours d'accès se situe au hameau Cheneil de Valtournenche. Au pied de la montagne, dans le vallon de Nannaz, se trouve le refuge Grand Tournalin (2 535 m). On rejoint le col entre le Grand et le Petit Tournalin (3 207 m). On atteint le sommet suivant un parcours sur la crête assez difficile et franchissant le Mauvais pas. Du sommet on apprécie une vue particulièrement belle du Cervin.